# Ni le ciel ni la terre
Ni le ciel ni la terre è un film franco-belga del 2015 diretto da Clément Cogitore.